# マルメ MFI-10
マルメ MFI-10
- 用途：民間用、軍用
- 分類：軽飛行機
- 製造者：マルメ・フリグインダストリ（英語版）
- 運用者：スウェーデン陸軍ほか
- 初飛行：1961年
- 生産数：3機
- 運用状況：試作のみ

マルメ MFI-10（Malmö MFI-10）ヴィパン（Vipan）は、スウェーデンのマルメ・フリグインダストリ社で設計、生産された4座席単葉多用途軽飛行機である。3機のみ製造され量産には入らなかった。

## 設計・開発
民間と軍用の両方の要求に合致するようにMFI-10は、固定尾輪式の降着装置でパイロットと3人の要員を収容できるキャビンを持った、支柱で支持された高翼単葉機として設計された。
試作機は機首に160 HP（119kW）を発生するライカミング O-320エンジンを装備し、1961年に初飛行を行った。スウェーデン陸軍向けの2機の軍用試作機MFI-10Bがこれに続いた。
MFI-10Bは、180 HP（134kW）を発生するライカミング O-360エンジンを装備し、1962年6月27日に初飛行を行った。より高出力のエンジンを装備したモデルを造ることが計画されたが進まず、この機が量産に入ることは無かった。

## バリエーション
- MFI-10 – 民間用試作機。160 HP（119kW）のライカミング O-320エンジンを装備。1機製造。
- MFI-10B – 軍用試作機。180 HP（134kW）のライカミング O-360エンジンを装備。2機製造。

## 運用例
スウェーデン
- スウェーデン陸軍

## 要目 （MFI-10B）[1]
- 全長：7.97m
- 全幅：10.73m
- 全高：
- 空虚重量：
- 最大離陸重量：1,175kg
- エンジン：ライカミング O-360 レシプロエンジン 1基　180HP
- 最大速度：240km/h
- 巡航速度：
- 航続距離：
- 乗員：4名